# ماغنوس فون براون
ماغنوس «ماك» فرايهر فون براون (بالإنجليزية: Magnus «Mac» Freiherr von   Braun)، (10 مايو 1919 - 21 يونيو 2003)، مهندس كيميائي ألماني، وهو طيار للقوات الجوية الألمانية  لوفتوافه، وعالم صواريخ ومدير تنفيذي للأعمال. عمل في العشرينيات من عمره كعالم صواريخ في بينامونده وميتلوورك.
هاجر في سن 26 عامًا  إلى الولايات المتحدة عبر عملية مشبك الورق، حيث عمل لعدة سنوات في فورت بليس. بدأ حياته المهنية في عام 1955 كمدير تنفيذي كبير في كرايسلر في قسم الصواريخ ثم انتقل للعمل في قسم السيارات في وقت لاحق، وتقاعد في عام 1975. عاش لمدة 58 عامًا متنقلًا بين الولايات المتحدة والمملكة المتحدة حتى وفاته. كان شقيق سيغيسموند وفيرنر فون براون.

## سيرته الشخصية
وُلد فون براون في غرايفسفالد، بوميرانيا، لماغنوس فرايهر فون براون وإيمي فون كويسترب. بعد الانتهاء من الدراسة في مدرسة هيرمان ليتز الداخلية في سبيكيرأوخ، التحق عام 1937 بجامعة ميونخ التقنية. عمل هناك بعد حصوله على درجة الماجستير في الكيمياء العضوية، كمساعد للحائز على جائزة نوبل هانس فيشر.
وصل فون براون إلى بينامونده في يوليو 1943 بناء على طلب من فيرنر فون براون. قُبض عليه في مارس 1944 رفقة زملائه المتخصصين في الصواريخ، فيرنهر فون براون وكلاوس ريدل وهيلموت جروتروب وهانيس لورسن، ولكن أُفرج عنهم لاحقًا. انتقل في أواخر صيف عام 1944 إلى ميتلوورك حيث صمم جيروسكوبات فاو2 (V-2) الصاروخية ومحركات السيرفو والمضخات التوربينية.
كان في ميتلوورك مصنع ذخيرة تحت الأرض حُفر في جبال هارز الألمانية من أجل تجنب القصف الجوي من قبل الطائرات البريطانية والأمريكية. كان للمصنع نفقان يمران من خلال سلسلة الجبال بالقرب من بلدة نوردهاوزن، يبلغ طول كل منهما ميلًا واحدًا ويتصل بعشرات الأنفاق المتقاطعة. كانت مهمة السكك الحديدية الموضوعة عبر الأنفاق الرئيسية، جلب المواد الأولية إلى الداخل. كانت المساحة الكاملة للمكان حوالي 35 مليون قدم مكعب. بعد أن عطل قصف الحلفاء الضخم مركز تطوير V-2 الأصلي في بلدة بينامونده في منتصف عام 1943، نُقل معظم إنتاج الصواريخ الألمانية إلى ميتلوورك. وقد عمل سجناء معسكرات ميتلباو دورا القريبة كعبيد في هذا المخطط الضخم. كان السجناء يدخلون الأنفاق يوميًا ويضطرون للعمل تحت تهديد القوات النازية، الذين اتهموا بجميع المشاكل الأمنية. استخدمت القوات النازية الأساليب المروعة المعتادة وتوفي أكثر من 20,000 من العبيد خلال وجود مصنع الصواريخ هذا تحت الأرض.
بدأت شراكة ماغنوس فون براون مع ميتلوورك في خريف عام 1944، بعد وقت قصير من بدء المشروع. كانت لأول عملية V-2 أُنتجت في وقت سابق من ذلك العام معدل فشل مرتفع واشتُبه بالتخريب المتعمد للمشروع. دفع القلق بشأن هذه المشاكل ماغنوس، الذي كان لا يزال يقيم في بينامونده، إرسال شقيقه الأصغر إلى ميتلوورك في سبتمبر. في حين حدوث بعض التخريب الطفيف للأنفاق، إلا أنه كان نادر الحصول نسبيًا.

## التعليم
تعلم في جامعة ميونخ التقنية.